# Крито
Крито (фр. Critot) насеље је и општина у северној Француској у региону Горња Нормандија, у департману Приморска Сена која припада префектури Дјеп.
По подацима из 2011. године у општини је живело 506 становника, а густина насељености је износила 71,77 становника/km². Општина се простире на површини од 7,05 km². Налази се на средњој надморској висини од 171 метар (максималној 187 m, а минималној 152 m).

## Демографија
| 1962. | 1968. | 1975. | 1982. | 1990. | 1999. | 2011. |
| ----- | ----- | ----- | ----- | ----- | ----- | ----- |
| 185   | 233   | 234   | 278   | 462   | 451   | 506   |

График промене броја становника у току последњих година